# Códice borbónico
El Códice borbónico es uno de los llamados códices mexicas precolombinos o de comienzos de la época colonial española. Está realizado en papel amate y está plegado en forma de acordeón. Sus hojas miden aproximadamente 39 x 39,5 cm.

## Descripción

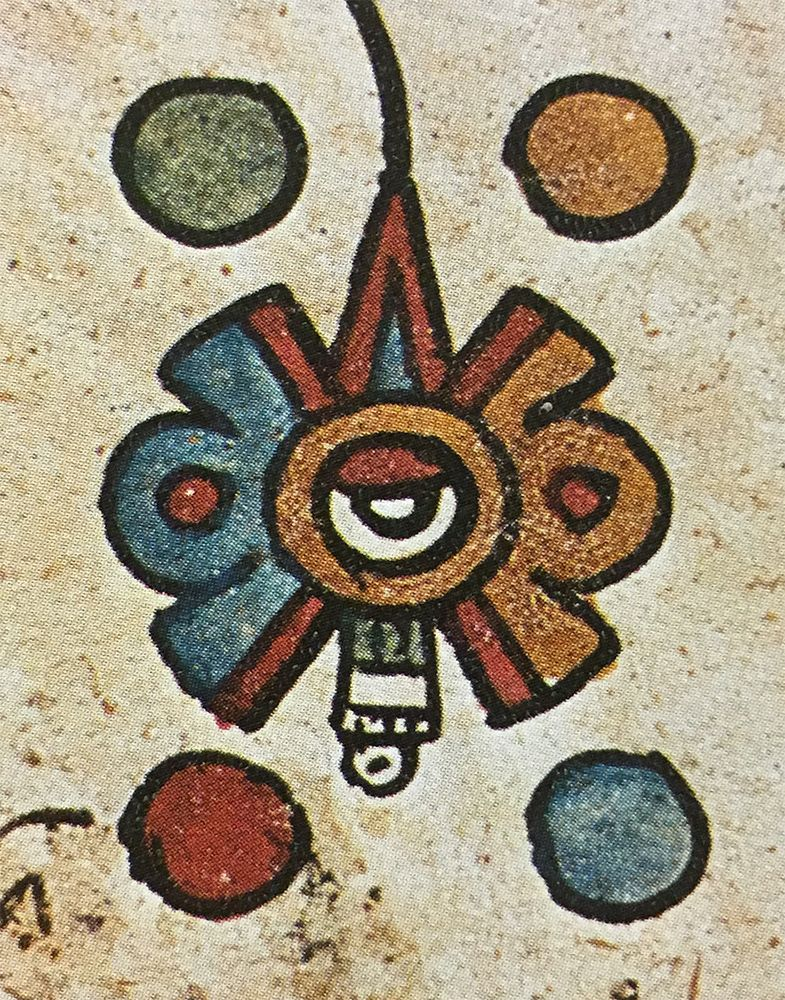
Simbolo Nahui Ollin ("Cuatro movimiento", en náhuatl) con un ojo (ixtli) en el centro. Un rayo solar y una piedra preciosa ("chalchihuitl") emanan del ojo. Códice borbónico (1519–1521).

Estuvo guardado en la biblioteca de El Escorial, España, hasta la guerra de la Independencia cuando, posiblemente, fue robado. Después llegó a Francia de forma desconocida y con las primeras y últimas hojas arrancadas. En 1826 fue comprado por la biblioteca de la Cámara de los Diputados de París, y desde entonces está en la biblioteca de la Asamblea Nacional de Francia.
El manuscrito se compone de cuatro secciones:
- La primera es un tōnalpōhualli, un almanaque adivinatorio de 260 días.
- La segunda parte muestra la asociación de los nueve Señores de la Noche con los días portadores de los años durante un período de 52 años.
- La tercera es una relación de las fiestas calendáricas de los 18 meses de veinte días que componían el año mexica (junto con cinco días finales considerados de mala suerte).
- La cuarta establece las fechas durante un período de 52 años.